# 132661 Карлбейкер
132661 Карлбейкер (132661 Carlbaeker) — астероїд головного поясу, відкритий 12 червня 2002 року.
Тіссеранів параметр щодо Юпітера — 3,424.